# Mythicomyia grandis
Mythicomyia grandis är en tvåvingeart som beskrevs av Hall och Neal L. Evenhuis 1986. Mythicomyia grandis ingår i släktet Mythicomyia och familjen svävflugor.
Artens utbredningsområde är Puebla (Mexiko). Inga underarter finns listade i Catalogue of Life.